# McLaren P1 GTR
Chronologie des modèles
McLaren F1 GTR
La McLaren P1 GTR est une version piste de la McLaren P1 qui est la descendante de la McLaren F1 GTR.
Elle n'est pas homologuée pour la voie publique. Mais certains acquéreurs de cette voiture ont réussi à l’homologuer grâce à certains sacrifices (siège passager en plus, plaque d'immatriculation, etc.)
Elle dispose d'un aileron arrière doté d'un système de DRS utilisé en Formule 1.

## Aspects techniques
Elle dispose d'une puissance de 1000 ch, grâce à un moteur thermique V8 bi-turbo de 800 chevaux dérivé de celui de la McLaren 675LT, combiné à une motorisation électrique d'environ 200 chevaux. 

## Histoire en compétition
Comme sa rivale la Ferrari FXX K, elle n'est pas homologuée en compétition.